# 摩雲·地
摩雲·地（英語：Mervyn Day，1955年6月26日—）是一名前英格蘭足球運動員，曾於1970年代效力和等球會。司職門將。退役後，他成為的領隊，亦成擔任的首席球探。

## 荣誉

### 俱乐部

#### 球員時期
韋斯咸
- 英格蘭足總盃：1975-76賽季

 列斯聯
- 英格蘭乙組聯賽：1989-90賽季

#### 教練時期
- 英格蘭聯賽錦標：1997-98賽季

### 個人
- PFA年度最佳青年球員：1974-75賽季